# North Branch (Minnesota)
North Branch ist eine Stadt (mit dem Status „City“) im Chisago County im Osten des US-amerikanischen Bundesstaates Minnesota. Das U.S. Census Bureau hat bei der Volkszählung 2020 eine Einwohnerzahl von 10.787 ermittelt.
North Branch ist Bestandteil der Metropolregion Minneapolis–Saint Paul.

## Geografie
North Branch liegt im nördlichen Vorortbereich der Städte Minneapolis und Saint Paul auf 45°30′41″ nördlicher Breite und 92°58′49″ westlicher Länge. Die erstreckt sich über 93,34 km², die sich auf 92,20 km² Land- und 1,14 km² Wasserfläche verteilen. North Branch wird vom nördlichen Arm (engl.: North Branch) des Sunrise River durchflossen.
Benachbarte Orte von North Branch sind Harris (an der nördlichen Stadtgrenze), Rush City (21,1 km nördlich), Lindstrom (20,5 km südöstlich), Stacy (13,6 km südlich), Isanti (21 km westlich) und Cambridge (21,4 km nordwestlich).
Das Stadtzentrum von Minneapolis liegt 72,2 km in südsüdwestlicher Richtung; das Zentrum von Saint Paul, der Hauptstadt von Minnesota, befindet sich 68,6 km südlich.

## Verkehr
Durch den Westen des Stadtgebiets verläuft die Interstate 35, die die schnellste Verbindung von Saint Paul nach Duluth nahe der Grenze zu Kanada bildet. Die Minnesota State Route 95 verläuft als Hauptstraße in West-Ost-Richtung durch das Stadtzentrum. Alle weiteren Straßen innerhalb von North Branch sind untergeordnete Fahrwege oder innerstädtische Verbindungsstraßen.
Mit dem Rush City Regional Airport befindet sich 26,7 km nördlich ein kleiner Flugplatz. Der nächste Großflughafen ist der Minneapolis-Saint Paul International Airport (79,6 km südsüdwestlich).
In North Branch endet die St. Croix Valley Railroad.

## Demografische Daten
Nach der Volkszählung im Jahr 2010 lebten in North Branch 10.125 Menschen in 3604 Haushalten. Die Bevölkerungsdichte betrug 109,8 Einwohner pro Quadratkilometer. In den 3604 Haushalten lebten statistisch je 2,77 Personen.
Ethnisch betrachtet setzte sich die Bevölkerung zusammen aus 96,6 Prozent Weißen, 0,5 Prozent Afroamerikanern, 0,4 Prozent amerikanischen Ureinwohnern, 0,8 Prozent Asiaten sowie 0,3 Prozent aus anderen ethnischen Gruppen; 1,3 Prozent stammten von zwei oder mehr Ethnien ab. Unabhängig von der ethnischen Zugehörigkeit waren 1,9 Prozent der Bevölkerung spanischer oder lateinamerikanischer Abstammung.
29,3 Prozent der Bevölkerung waren unter 18 Jahre alt, 60,4 Prozent waren zwischen 18 und 64 und 10,3 Prozent waren 65 Jahre oder älter. 50,2 Prozent der Bevölkerung war weiblich.

Das mittlere jährliche Einkommen eines Haushalts lag bei 61.711 USD. Das Pro-Kopf-Einkommen betrug 24.517 USD. 7,3 Prozent der Einwohner lebten unterhalb der Armutsgrenze.